# Cibel-Cebon
Cibel-Cebon (Kod UCI: CIB) – belgijska zawodowa grupa kolarska istniejąca w latach 2006–2019. Od 2014 znajdowała się w dywizji UCI Continental Teams. Dyrektorami sportowymi grupy byli Belgowie Gaspard Van Peteghem i Edwin Van Peteghem, natomiast zespołem kierowali Belgowie Paul Geerinck i Marcel Omloop.

## Nazwa grupy w poszczególnych latach
| lata      | nazwa          |
| --------- | -------------- |
| 2006–2009 | PWC Jan Snel   |
| 2010–2011 | PWC Aliplast   |
| 2012      | Aliplast       |
| 2013      | Cibel-Aliplast |
| 2014–2015 | Cibel          |
| 2016–2018 | Cibel-Cebon    |
| 2019      | Cibel          |

## Skład 2018
| Imię i nazwisko   | Data urodzenia           | Narodowość |
| ----------------- | ------------------------ | ---------- |
| Dieter Bouvry     | 31 lipca 1992(dts)       | Belgia     |
| Robby Cobbaert    | 27 grudnia 1990(dts)     | Belgia     |
| Dennis Coenen     | 13 listopada 1991(dts)   | Belgia     |
| Alexander Cools   | 13 kwietnia 1994(dts)    | Belgia     |
| Stijn de Bock     | 30 września 1993(dts)    | Belgia     |
| Johannes de Paepe | 5 października 1992(dts) | Belgia     |
| Michiel Dieleman  | 29 kwietnia 1990(dts)    | Belgia     |
| Roy Jans          | 15 września 1990(dts)    | Belgia     |
| Jimmy Janssens    | 30 maja 1989(dts)        | Belgia     |
| Gianni Marchand   | 1 czerwca 1990(dts)      | Belgia     |
| Cedric Raymackers | 19 czerwca 1992(dts)     | Belgia     |
| Jan Reynaerts     | 30 lipca 1997(dts)       | Belgia     |
| Wim Reynaerts     | 12 maja 1995(dts)        | Belgia     |
| Brecht Ruyters    | 14 maja 1993(dts)        | Belgia     |
| Timothy Stevens   | 26 marca 1989(dts)       | Belgia     |
| Lennert Teugels   | 9 kwietnia 1993(dts)     | Belgia     |

## Ważniejsze sukcesy

### 2017
- 2. miejsce w GP Stad Zottegem, Joeri Stallaert
- 3. miejsce w Nokere Koerse, Joeri Stallaert
- 3. miejsce w Tour de Taiwan, Kevin De Jonghe
- 3. miejsce w Heistse Pijl, Joeri Stallaert

### 2018
- 3. miejsce w Tour de Taiwan, Jimmy Janssens
- 3. miejsce w Cholet - Pays de la Loire, Roy Jans
- 3. miejsce w Volta Limburg Classic, Jimmy Janssens
- 4. miejsce w Nokere Koerse, Roy Jans
- 6. miejsce w Baloise Belgium Tour, Gianni Marchand
- 7. miejsce w Driedaagse Brugge-De Panne, Roy Jans